# الأعراف (منطقة)
هي منطقة يؤمن المسلمون بوقوعها بين الجنة والنار وبأن بعض الذين ستكون الحسنات لديهم مساوية للسيئات سيدخلهم الله فيها ويبقون فيها فترة من الزمن قبل أن يسمح لهم الله بدخول الجنة، وقد ورد ذكر تفاصيلها في كتاب المسلمين القرآن وتحديداً في سورة الأعراف.

## معنى الأعراف
الأعراف لغة: جمع عرف، وهو كل مرتفع من الأرض، وإنما قيل لعرف الديك (عرف) لارتفاعه على ما سواه من جسمه، وبنحوه قال المفسرون، وهو سور بين الجنة والنار، يقف عليه قوم يعرفون الفريقين، وذكر أن العرب تسمي كل ما هو عالٍ (عــرفًا).

## موقعها بين الجنة والنار
ذكرت الأعراف في القرآن في قوله تعالى:﴿وَعَلَى الْأَعْرَافِ رِجَالٌ يَعْرِفُونَ كُلًّا بِسِيمَاهُمْ﴾ [الأعراف:46]، وهي موضع بين الجنة والنار، وقف فيه رجال يعرفون أهل الجنة والنار بسيماهم، واختلف علماء التفسير في الأعراف وهُوية أصحابها.

## أقوال العلماء في أصحاب الأعراف
القول الأول: قوم تساوت حسناتهم و سيئاتهم
ذهب جمهور المفسرين إلى أن أصحاب الأعراف هم قوم تساوت حسناتهم وسيئاتهم، لم يُستحق لهم دخول الجنة ولا استوجبوا دخول النار، فأُوقفوا على الأعراف إلى أن يقضي الله فيهم، وقد نُقل هذا القول عن عبدالله ابن عباس، وحذيفة إبن اليمان، وعبد الله بن مسعود، وسعيد بن جبير، والشعبي، وغيرهم من التابعين.
القول الثاني: أنهم الملائكة
ذكر بعض المفسرين أن أصحاب الأعراف هم من الملائكة، لأنهم مأمورون بمراقبة أحوال الخلق، ويعرفون أهل الجنة والنار بسيماهم، ونُقل هذا القول عن أبو مجلز البصري.
القول الثالث: قوم صالحون علماء فقهاء
ذكر مجاهد، أن أصحاب الأعراف قوم صالحون علماء فقهاء، جُعل لهم هذا الموضع لمكانتهم وقدرهم وشرفهم، ونقل ذلك ابن كثير هذا القول واعتبره من أشهر أقوال المفسرين.
القول الرابع: أنهم الشهداء
نُقل عن المهدوي والقرطبي أن أصحاب الأعراف هم الشهداء الذين نالوا هذه المنزلة بسبب فضلهم، فوقفوا على الأعراف يطلعون على أهل الجنة وأهل النار، وقيل هم قوم كانوا قتلوا في سبيل الله عصاة لآبائهم في الدنيا، فعن شرحبيل بن سعد قال: ((هم قوم خرجوا في الغزو بغير إذن آبائهم)).
القول الخامس: هم فضلاء المؤمنين
وقال مجاهد: هم قوم صالحون فقهاء علماء، وقال القشيري: وقيل هم فضلاء المؤمنين والشهداء، فرغوا من شغل أنفسهم، وتفرغوا لمطالعة حال الناس، فإذا رأوا أصحاب النار تعوذوا بالله أن يردوا إلى النار، فإن في قدرة الله كل شي، وخلاف المعلوم مقدور، فإذا رأوا أهل الجنة وهم لم يدخلوها بعد يرجون لهم دخولها.
كتب عنها الكثير من علماء المسلمين وذكرت قصتها في أكثر من مرجع مثل:
- تفسير الجلالين
- صفوة التفاسير
- في ظلال القرآن

- كما ذكرها الشيخ محمد متولي الشعراوي بالتفصيل في مجموعة خطبه ومحاضراته.